# Theodore Mavrogordato
Theodore Michel „Mavro“ Mavrogordato (* 31. Juli 1883 in London; † 24. August 1941 in Limpsfield, Grafschaft Surrey) war ein englischer Tennisspieler.

## Leben
Mavrogordato besuchte das Westminster College, bevor er an der Oxford University ein Studium begann. Er arbeitete als Banker für die in London ansässige Firma P. P. Rodocanachie & Son.
Er nahm von 1903 bis 1928 an Tennisturnieren teil. Zu seinen Turniersiegen gehörten zwischen 1905 und 1913 fünf Titel bei den Walisischen Meisterschaften und 1912 sowie 1919 die Titel im Londoner Queen’s Club. Bei den Olympischen Spielen 1912 in Stockholm nahm er an allen drei Hallenwettbewerben teil. Während im Einzel und Doppel Niederlagen in der ersten Runde zu Buche standen, konnte er nur im Mixed an der Seite von Mabel Parton in die zweite Runde einziehen, die er 12 Jahre später heiraten sollte.
1914 spielte er für die britische Mannschaft im Davis Cup, verlor allerdings das Doppel an der Seite von James Parke gegen Norman Brookes und Anthony Wilding. Im Ersten Weltkrieg diente Mavrogordato im Royal Army Service Corps und erreichte den Rang eines Major. Nach dem Krieg kam er 1919 erneut im Halbfinale des Davis Cup gegen Südafrika zum Einsatz und konnte sein Einzel gegen Louis Raymond gewinnen. Bei einem Stand von 4:0 für das britische Team verlor er schließlich das bedeutungslos gewordene letzte Einzel gegen George Dodd. Bei den Wimbledon Championships datieren seine besten Resultate im Einzel auf die Jahre 1909, 1914 und 1920, als er jeweils das Halbfinale erreichte. Im Doppel gelang ihm 1914 einmal der Einzug ins Finale. Sein größter Erfolg war der Titelgewinn mit Percival Davson bei den Tennis-Hallenweltmeisterschaften 1920.
Der eher klein gewachsene Mavrogordato machte seine geringe Reichweite durch eine exzellente Schnelligkeit und Beinarbeit wett.
Neben dem aktiven Sport war Mavrogordato auch als Funktionär tätig. Ab 1913 war er Mitglied der LTA, ab 1930 zudem Vizepräsident dieses Tennisverbands.
Mavrogordato wohnte in London zeitweise in der Wohnung des britischen Autors William Makepeace Thackeray. Er selbst starb im Alter 58 Jahren in Limpsfield in der Grafschaft Surrey in seinem Schlaf. Seine Nichte Sonia Mavrogordato spielte in den 1930er-Jahren ebenfalls Tennis in Wimbledon.